# Сант'Антонио (Витербо)
Сант'Антонио је насеље у Италији у округу Витербо, региону Лацио.
Према процени из 2011. у насељу је живело 109 становника. Насеље се налази на надморској висини од 311 м.